# زینگر ۲۱سی
زینگر ۲۱سی (به انگلیسی: Czinger 21C) یک خودروی اسپورت هیبریدی است که با استفاده از هوش مصنوعی و چاپ سه بعدی توسط شرکت خودروسازی آمریکایی زینگر ساخته شده‌است. تولید در سال ۲۰۲۱ با برنامه‌ریزی تولید ۸۰ دستگاه و تحویل از سه ماهه اول ۲۰۲۳ آغاز شد.